# Чмилите-Нильсен, Виктория
Викто́рия Чмилите-Нильсен (лит. Viktorija Čmilytė-Nielsen; род. 6 августа 1983 года, Шяуляй, Литовская ССР, СССР) — литовский политический деятель. Председатель «Движения либералов» с 21 сентября 2019 года. Заместитель председателя Сейма Литовской Республики с 14 ноября 2024 года. Член Сейма с 21 апреля 2015 года. В прошлом — председатель Сейма Литовской Республики (2020—2024).
Неактивная шахматистка, единственная женщина-гроссмейстер в истории Литвы. Чемпионка Европы 2011 года и трёхкратная серебряная призёрка чемпионатов Европы среди женщин (2003, 2008, 2010), двукратная чемпионка Литвы среди мужчин (2000, 2005). Приостановила спортивную карьеру в 2015 году.

## Биография
Родилась 6 августа 1983 года в Шяуляе.
В 2001 году окончила гимназию Дидждвариса в Шяуляе.
В 2007 году окончила филологический факультет Латвийского университета, получила степень бакалавра английской филологии. В 2016 году поступила на факультет политологии и дипломатии Университета Витовта Великого, где изучала дипломатию.
Владеет литовским, русским, английским и испанскими языками.
Опубликовала в 2018 году автобиографическую книгу «Между черным и белым». (Tarp juoda ir balta).

## Карьера шахматистки
Первым тренером Виктории являлся её отец Викторас Чмилис (Viktoras Čmilis).
В 1993 году на чемпионате Европы в городе Сомбатхей в категории до 10 лет занимает 1-е место. В 1995 году на чемпионате мира в Сан-Лоренсу в категории до 12 лет завоёвывает золотую медаль. В 2000 и 2005 годах выигрывает чемпионаты Литвы среди мужчин, в финале в 2005 году обыгрывает Шарунаса Шульскиса. В 2000 году занимает 2-е место на чемпионате мира по шахматам среди юниоров в Ереване. Трижды занимает 2-е место на первенствах Европы среди женщин: в Стамбуле (2003) и в Пловдиве (2008), в Риеке (2010). 1-е место на чемпионате Европы по шахматам среди женщин в Тбилиси (2011). В 2006 году на чемпионате мира по шахматам среди женщин в Екатеринбурге проиграла в полуфинале Алисе Галлямовой и завоевала бронзовую медаль.
С 13 лет выступала за сборную Литвы.
В 2015 году приостановила спортивную карьеру после начала работы в Сейме.

### Изменения рейтинга
| Графики недоступны из-за технических проблем. См. информацию на Фабрикаторе и на mediawiki.org. |

## Политическая деятельность
Перед парламентскими выборами 2012 года беспартийная Виктория Чмилите была включена в избирательные списки Движения либералов Литовской Республики (ДЛЛР). По итогам рейтингования в многомандатном округе спортсменка оказалась на 12-м месте в партийном списке и не попала в число избранных кандидатов. В одномандатном округе Дайну (Nr. 25) Чмилите также не смогла добиться победы, заняв шестое место (7,29 % голосов) из 14-и.
21 апреля 2015 года в связи с избранием на пост мэра Вильнюса политик Ремигиюс Шимашюс сложил с себя полномочия члена Сейма. Его место в парламенте заняла Виктория Чмилите, в тот же день приведённая к присяге. Виктория Чмилите стала членом Комиссии Сейма по делам молодежи и спорта и Комитета Сейма по охране окружающей среды.
Перед парламентскими выборами 2016 года Виктория Чмилите выставила свою кандидатуру в одномандатном округе Аушрос (№ 25), но в ходе голосования вновь сошла с дистанции ещё в первом туре, набрав 16,37 % голосов (третье место из десяти) и пропустив вперёд представителей СКЗЛ и СДПЛ. Тем не менее, Виктория Чмилите была избрана членом Сейма очередного созыва благодаря четвёртому месту, занятому ей в многомандатном округе по списку ДЛЛР.
21 сентября 2019 года избрана председательницей Движения либералов. Во втором туре её поддержали 744 делегатов, а её соперницу, мэра Тракай Эдиту Рудялене — 187.
13 ноября 2020 года избрана на должность спикера сейма Литвы. За её кандидатуру проголосовали 106 депутатов, 18 — против.

## Личная жизнь
С 2001 по 2007 год была замужем за шахматистом Алексеем Шировым. 28 декабря 2013 года вышла замуж во второй раз — за датского шахматиста и сёгиста Петера Хейне Нильсена.
Мать четверых детей.

## Награды
- Кавалер ордена Великого князя Литовского Гядиминаса (1996).
- Офицер ордена «За заслуги перед Литвой» (2011).
- Орден князя Ярослава Мудрого II степени (21 октября 2022 года, Украина) — за значительные личные заслуги в укреплении межгосударственного сотрудничества, поддержку государственного суверенитета и территориальной целостности Украины, весомый вклад в популяризацию Украинского государства в мире[17].
- Медаль Балтийской ассамблеи (2021)[18].
- Почётный гражданин города Шяуляй (2011)[8].